# 宮内町 (大府市)
宮内町（みやうちちょう）は、愛知県大府市の地名。

## 地理

### 河川
- 愛知用水
- 石ヶ瀬川

## 歴史

### 人口の変遷
国勢調査による人口および世帯数の推移。
| 2000年（平成12年） | 329世帯 1093人 |  |
| 2005年（平成17年） | 360世帯 1088人 |  |
| 2010年（平成22年） | 355世帯 1019人 |  |
| 2015年（平成27年） | 364世帯 992人  |  |
| 2020年（令和2年）  | 352世帯 897人  |  |

## 交通
- 国道155号
- 愛知県道57号

## 施設
- 名鉄知多タクシー大府営業所
- 野々宮ちびっ子広場
- 吉川熊野神社
- 神様池公園

### WEB
1. ↑  “愛知県大府市の町丁・字一覧”.   人口統計ラボ. 2024年2月15日閲覧。
2. 1 2  総務省統計局 (2022年2月10日). “令和2年国勢調査の調査結果(e-Stat) - 男女別人口，外国人人口及び世帯数－町丁・字等” (CSV). 2023年8月2日閲覧。
3. 1 2  “愛知県大府市の郵便番号一覧”.   日本郵便. 2024年2月15日閲覧。
4. ↑  “市外局番の一覧” (PDF).   総務省 (2022年3月1日). 2022年3月22日閲覧。
5. ↑  “ナンバープレートについて”.   一般社団法人愛知県自動車会議所. 2024年1月21日閲覧。
6. ↑  総務省統計局 (2014年5月30日). “平成12年国勢調査の調査結果(e-Stat) - 男女別人口及び世帯数 －町丁・字等” (CSV). 2021年7月20日閲覧。
7. ↑  総務省統計局 (2014年6月27日). “平成17年国勢調査の調査結果(e-Stat) - 男女別人口及び世帯数 －町丁・字等” (CSV). 2021年7月21日閲覧。
8. ↑  総務省統計局 (2012年1月20日). “平成22年国勢調査の調査結果(e-Stat) - 男女別人口及び世帯数 －町丁・字等” (CSV). 2021年7月21日閲覧。
9. ↑  総務省統計局 (2017年1月27日). “平成27年国勢調査の調査結果(e-Stat) - 男女別人口及び世帯数 －町丁・字等” (CSV). 2021年7月21日閲覧。